# Détective Conan : Enquête à Mirapolis
Détective Conan : Enquête à Mirapolis (Meitantei Conan - Tsuioku no mirage) est un jeu vidéo inspiré du manga Détective Conan, développé par Marvelous Entertainment, et sorti au Japon le 17 mai 2007 et en France le 27 février 2009.

## Histoire
Alors que Conan, Aï, les Detectives Juniors, Ran et Kogoro se rendaient au parc d'attractions Mirapolis pour s'amuser, un certain nombre de meurtres ont lieu. Avec l'aide d'Heiji, venu avec Kazuha, Conan doit résoudre ce mystère au plus vite.

## Système de jeu
Aux commandes du jeune héros, le joueur devra user de ses méninges pour arriver à résoudre ces affaires aussi mystérieuses que tortueuses. De ce point de vue là, le titre de Marvelous est plutôt fidèle à l'œuvre originale : nombreux indices contradictoires et rebondissements, les gadgets de Conan, etc
Le titre ne comporte pas de voix françaises, seules les voix anglaises et japonaises sont disponibles (via un choix dans les options. Quant aux cinématiques, ils alternent images fixes (agréables mais peu dynamiques) et scènes réalisées avec le moteur du jeu (assez statiques et au rendu passable).
Au niveau du gameplay, le jeu (exclusivement solo) nécessite l'usage de la Wiimote et du Nunchuk. Si le premier contrôleur est clairement appréciable pour l'action de pointer, il l'est beaucoup moins dans la plupart des minijeux présents (tir à la Time Crisis, combat, Tape-Taupe...).
Certains petits challenges sont même très peu jouables et vite frustrants. Le stick analogique du Nunchuk permet quant à lui de se déplacer dans les niveaux et le fait plutôt bien... sauf que la caméra a vraiment du mal à suivre notre héros, ce qui est vraiment dommageable sur la longueur.
En ce qui concerne les enquêtes, ces dernières se déroulent de manière très linéaire et plutôt aisée : il suffira la plupart du temps de trouver les indices dans le bon ordre et de les combiner judicieusement via un menu « Enchaînement »